# Манкечурське сільське поселення
Манкечу́рське сільське поселення (рос. Манкечурское сельское поселение) — сільське поселення у складі Александрово-Заводського району Забайкальського краю Росії.
Адміністративний центр — село Манкечур.

## Історія
2011 року було ліквідоване Васильєвсько-Хуторське сільське поселення (село Васильєвський Хутор), територія увійшла до складу Манкечурського сільського поселення.

## Населення
Населення сільського поселення становить 668 осіб (2019; 776 у 2010, 1046 у 2002).

## Склад
До складу сільського поселення входять:
| Населений пункт           | Населення, осіб (2002) | Населення, осіб (2010) |
| ------------------------- | ---------------------- | ---------------------- |
| Васильєвський Хутор, село | 369                    | 256                    |
| Манкечур, село            | 559                    | 481                    |
| Почекуй, село             | 88                     | 39                     |